# Invicta FC 10
Invicta FC 10: Waterson vs. Tiburcio foi um evento de artes marciais mistas promovido pelo Invicta Fighting Championships, ocorrido em 5 de dezembro de 2014 na Arena Theater em Houston, Texas.

## Background
Foi anunciado que Cristiane Justino gostaria de voltar a lutar e baixar o peso para a categoria dos Galos. No entanto no Invicta FC 9, foi anunciado que Justino sofreu uma lesão que a forçou a sair do card. Como resultado, o novo evento principal foi anunciado para ser a campeã peso Átomo Michelle Waterson defender seu título contra Herica Tiburcio . A luta entre Roxanne Modafferi e Vanessa Porto era esperado para determinar quem recebe a próxima disputa de título contra Barb Honchak. Mas em 20 de novembro, Porto foi retirado do card devido a problemas de visto e foi substituído por Andrea Lee. A luta de boxe entre Irene Aldana e Marion Reneau foi programada para ocorrer, mas quatro dias antes do evento, Aldana foi hospitalizado com bronquite e foi anunciado que a luta seria adiada. Em 3 de dezembro, a luta entre Charmaine Tweet e Fé Van Duin foi retirado do evento devido a preocupações médicas.

## Card Oficial
Pelo Cinturão Peso Átomo do Invicta FC.
Bônus
Luta da Noite: Herica Tiburcio vs. Michelle Waterson
Desempenho da Noite: Herica Tiburcio, Alexa Grasso

## Ligações Externas
1. ↑  a[›]